# Нурвик (аэропорт)
Аэропорт Нурвик, также известный, как Аэропорт имени Роберта (Боба) Куртиса (англ. Robert (Bob) Curtis Memorial Airport), (ИАТА: ORV, ИКАО: PFNO, FAA LID: D76) — государственный гражданский аэропорт, расположенный в 1,8 километрах к северу от района Нурвик (Аляска), США.
По данным статистики Федерального управления гражданской авиации США услугами аэропорта в 2007 году воспользовалось 6 523 человек, что на 5 % (6 884 человек) меньше по сравнению с предыдущим годом.

## Операционная деятельность
Аэропорт имени Роберта (Боба) Куртиса занимает площадь в 126 гектар, расположен на высоте 17 метров над уровнем моря и эксплуатирует одну взлётно-посадочную полосу:
- 6/24 размерами 1219 х 30 метров с гравийным покрытием.